# DR Ramasjang
DR Ramasjang (Danmarks Radio Ramasjang) ist ein öffentlich-rechtlicher dänischer Fernsehsender für 3- bis 6-jährige Kinder.
Der Sender ging am 1. November 2009 an den Start (vergleichbar mit dem Kikaninchen in Deutschland), damals richtete er sich an 3- bis 10-jährige Kinder. Am 4. März 2013 erfolgte eine Neuausrichtung: Ein Teil des bisherigen Programms ist zu DR Ultra gewandert, während sich DR Ramasjang nun an Kinder von 3 bis 6 Jahren richtet. Auf der Website von Danmarks Radio ist DR Ramasjang als Webstream zu empfangen. Zudem ist innerhalb Dänemarks ein Empfang via Zattoo möglich.

## Radiosender
Neben dem Fernsehsender gab es DR Ramasjang auch als Radiosender, der in Deutschland mit WDR KiRaKa vergleichbar war. Seit März 2013 teilte sich der Radiosender die Frequenzen mit DR Ultra. Zum Jahresende 2014 stellten beide Radiosender den Betrieb ein.

## Empfang in Deutschland
Der TV-Sender ist per DVB-T in weiten Teilen von Schleswig-Holstein empfangbar (vor allem im Landesteil Südschleswig mit Zimmerantenne; südlich des Nord-Ostsee-Kanals mit Dachantenne und erhöhtem Aufwand).